# Ryszard Kiersnowski
Ryszard Kiersnowski (ur. 4 listopada 1925, w metryce 4 stycznia 1926, w Wilnie, zm. 7 lipca 2006 w Warszawie) – polski numizmatyk-mediewista, historyk, profesor PAN. 

## Życiorys
Uczył się w Gimnazjum im. Króla Zygmunta Augusta w Wilnie. Był żołnierzem AK. Po wojnie, aby uniknąć aresztowania przez nowe władze, zaopatrzony w fałszywe dokumenty, przedostał się do Krakowa. Studia historyczne odbył w latach 1945-1948 na Uniwersytecie Jagiellońskim, następnie pracował w Warszawie w Zespole Badań nad Początkami Państwa Polskiego, a od 1954 roku w Instytucie Historii Polskiej Akademii Nauk, gdzie od 1961 roku był profesorem i kierownikiem Pracowni Dziejów Polski Średniowiecznej. Napisał 11 książek i ok. 200 artykułów i mniejszych prac, przeważnie z zakresu numizmatyki i historii pieniądza w wiekach średnich.
Autor kontrowersyjnych, względem powieści Rojsty Tadeusza Konwickiego, wspomnień Tam i wtedy. W Podweryszkach, w Wilnie i w puszczy.

## Inne
- W toczonym od ponad stu lat sporze historyków o symbol na denarze Chrobrego opowiedział się za interpretacją, iż jest to paw, a nie orzeł[3].
- Autor jednej z hipotez na temat lokalizacji Mickiewiczowskiego Soplicowa i Horeszkowa - jego zdaniem jest to wieś Gojcieniszki[4] (biał. Гайцюнішкі, Hajciuniški lit. Gaičiūniškės) na Białorusi.

Mąż Teresy Kiersnowskiej, archeolożki. Został pochowany na cmentarzu Powązkowskim (kwatera 3-6-10/11).

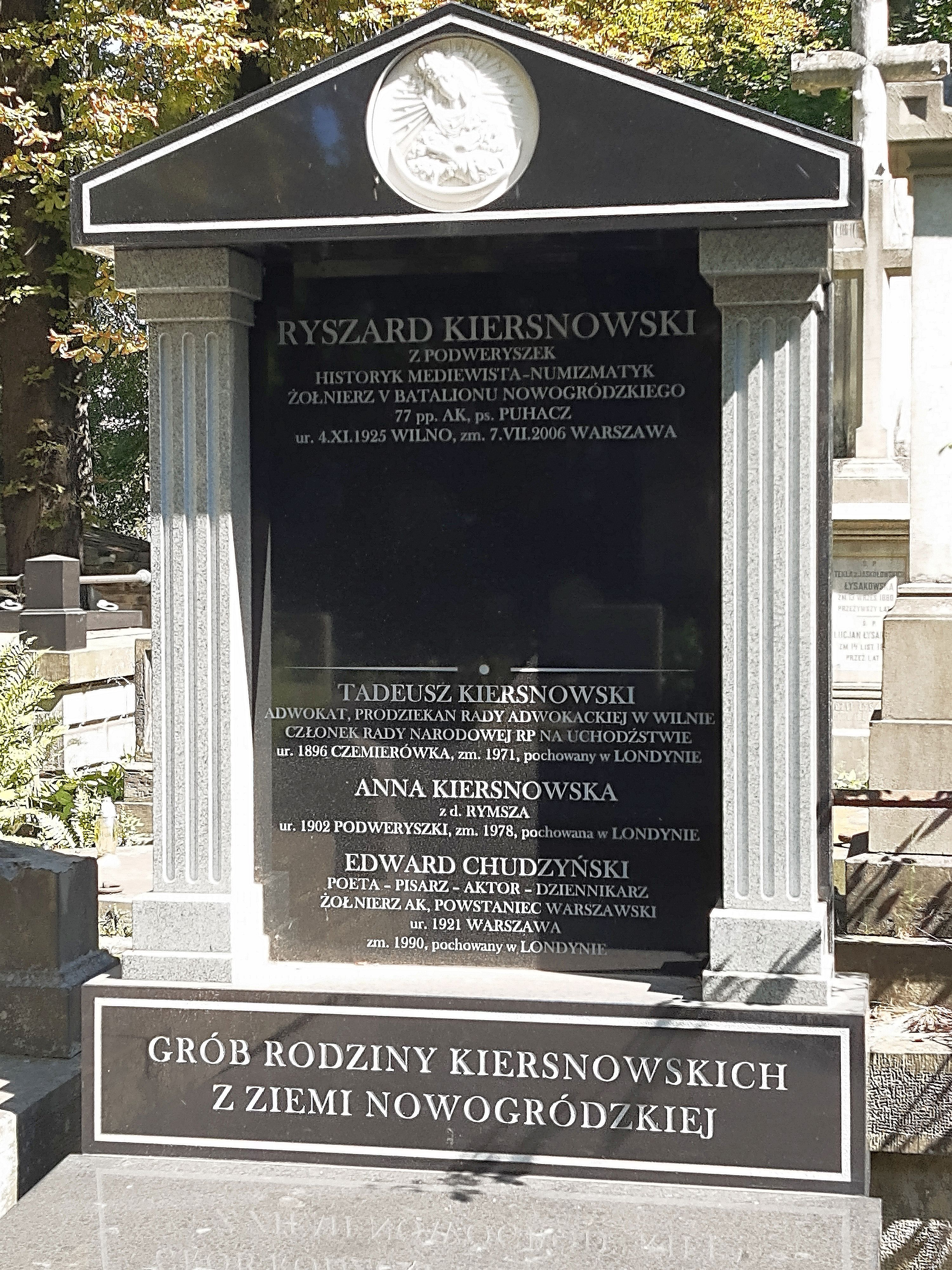
Grób prof. Ryszarda Kiersnowskiego na Starych Powązkach (stan na 2020)

## Publikacje
Książkowe:
- Pieniądz kruszcowy w Polsce wczesnośredniowiecznej, Warszawa 1960
- Początki pieniądza polskiego, Warszawa 1962
- Wstęp do numizmatyki polskiej wieków średnich, Warszawa 1964
- Wielka reforma monetarna XIII-XIV w., cz. I, Warszawa 1969
- Pradzieje grosza, Warszawa 1975
- Życie codzienne na Śląsku w wiekach średnich, Warszawa 1977
- Moneta – świadek historii, Warszawa 1980 (wydanie II poprawione i uzupełnione, Warszawa 2006)
- Moneta w kulturze wieków średnich, Warszawa 1988
- Niedźwiedzie i ludzie w dawnych i nowszych czasach. Fakty i mity (rozdział 23), Państwowy Instytut Wydawniczy, Warszawa 1990
- Tam i wtedy. W Podweryszkach, w Wilnie i w puszczy. 1939-1945, Warszawa 1994
- Nauka i pasja. 150 lecie działalności numizmatyków polskich, Częstochowa 1995
- i inne

Artykuły:
- „Niedźwiedź i panna. U źródeł jednej z legend heraldycznych” w: „Biedni i bogaci: studia z dziejów społeczeństwa i kultury, ofiarowane Bronisławowi Geremkowi w sześćdziesiątą rocznicę urodzin”, Warszawa 1992, zebrali: Bronisław Geremek, Maurice Aymard
- i inne